# 1740 au théâtre
| Années du théâtre : 1737 - 1738 - 1739 - 1740 - 1741 - 1742 - 1743    |
| Décennies du théâtre : 1710 - 1720 - 1730 - 1740 - 1750 - 1760 - 1770 |

## Événements
- Au Japon, apparition du hanamichi moderne (théâtre kabuki).
- 26 décembre : inauguration à Turin du Teatro Regio, conçu par Filippo Juvarra et réalisé par Benedetto Alfieri, avec la la représentation d'Arsace de Francesco Feo sur un livret de Pietro Metastasio[1].
- Un monument à William Shakespeare, dessiné par William Kent, est élevé dans le Coin des poètes (Poets' Corner) du transept sud de l'abbaye de Westminster.
- mai : publication à Paris d'un article anonyme « Lettre sur la vie et les ouvrages de Molière et sur les comédiens de sa troupe » dans le Mercure de France, p. 834-849 Lire en ligne sur Gallica.

## Pièces de théâtre publiées
- Début de la publication en 8 volumes du Nouveau theatre françois, ou Recueil des plus nouvelles pieces représentées au Théatre françois depuis quelques années, Paris, Prault fils ; la publication s'achèvera en 1748. Ce premier tome comprend 5 pièces : Sabinus, tragédie ; Aben-Said empereur des Mogols, tragédie de Jean-Bernard Le Blanc ; Les amans deguisés, comédie de Pierre-Charles-Fabiot Aunillon ; Pharamond, tragédie de Louis de Cahusac ; Le retour de Mars, comédie de Jean-Baptiste de La Noue.
- Louise Levesque, L'Auteur fortuné, comédie en vers, Paris, 19 p.

## Pièces de théâtre représentées
- 22 janvier : Édouard III, tragédie de Jean-Baptiste Gresset, Paris, Comédie-Française.
- 17 février : Les Dehors trompeurs, ou l'Homme du jour, comédie de Louis de Boissy, Paris, Comédie-Française.
- 23 février : Elmerick (en), tragédie de George Lillo, Londres, théâtre royal de Drury Lane.
- 1er août : création du masque Alfred de Thomas Augustine Arne (qui sera plus tard développé en opéra) au château de Cliveden ; inspiré d'un événement historique : la victoire du roi anglo-saxon Alfred le Grand sur les Vikings en 878, sa conclusion, Rule, Britannia!, deviendra un air patriotique célèbre au Royaume-Uni[2].
- 19 octobre : L'Épreuve, comédie de Marivaux, Paris, Comédiens-Italiens, salle de la rue des Fossés-Saint-Germain-des-Prés.
- 19 novembre : L’Épreuve, comédie de Marivaux, Paris, par les Comédiens Italiens au théâtre de la rue des Fossés Saint-Germain.

## Naissances
- 13 février : Sophie Arnould, actrice et cantatrice française, morte le 22 octobre 1802.
- 20 mars : Joseph Pilhes, dramaturge français, mort le 20 novembre 1832.
- 23 avril : Louise Dulondel, actrice française, membre de la Troupe Dulondel active en Suède, morte le 6 juin 1777.
- 6 juin : Louis-Sébastien Mercier, écrivain français, romancier, dramaturge (auteur d'une trentaine de pièces de théâtre), essayiste, journaliste, mort le 25 avril 1814.
- Date précise inconnue ou non renseignée :
  - Marc Chemin, dit Fargès, acteur français, mort le 14 août 1785.
- Vers 1740 :
  - Thomas Hales, dramaturge et librettiste anglais d'origine française, mort le 27 décembre 1780.

## Décès
- 6 juin : Louise Pitel, dite Mademoiselle Beaubourg, actrice française, sociétaire de la Comédie-Française en 1685, née le 9 juin 1665 à Paris.